# Manuel Pardo Abad
Manuel Pardo Abad (Ferrol, 8 aprile 1931 – Ferrol, 3 aprile 2009) è stato un cestista spagnolo.

## Carriera
Con la Spagna conquistò la medaglia d'oro ai Giochi del Mediterraneo del 1955.